# Wiktor Romanowski
Wiktor Romanowski (ur. 2 listopada 1899 w Ciemnohajcach, zm. wiosną 1940 w Kalininie) – polski duchowny prawosławny, kapelan wojskowy w stopniu majora, ofiara zbrodni katyńskiej.

## Życiorys
Był synem Konstantego i Wiery z Włodzimirskich. Studiował w seminarium duchownym w Żytomierzu oraz na Uniwersytecie Kijowskim (historia i filozofia). Ukończył Studium Teologii Prawosławnej Uniwersytetu Józefa Piłsudskiego w Warszawie. Został wyświęcony na księdza 7 kwietnia 1921.
W prawosławnym duszpasterstwie wojskowym pełnił funkcje kapelana pomocniczego garnizonu we Włodzimierzu Wołyńskim od 1930. Został mianowany kapelanem rezerwy ze starszeństwem z 1 stycznia 1932. Do służby czynnej został powołany w stopniu starszego kapelana z 1 lipca 1935. Sprawował stanowisko dziekana Okręgu Korpusu nr I. Ponadto był kapelanem Policji Państwowej. Został odznaczony Złotym Krzyżem Zasługi.
We wrześniu 1939 przewidziany był na kapelana w szpitalu polowym Uniwersytetu Warszawskiego, który miał być ewakuowany do podziemi kościoła Św. Krzyża w Warszawie. W nieznanych okolicznościach trafił do niewoli sowieckiej, był więźniem obozu w Ostaszkowie (według innej wersji on i inny prawosławny kapelan ks. Szymon Fedorońko byli więzieni w Starobielsku). Ks. Kamil Kantak odnotował we wspomnieniach, że w rozmowach z kapelanami katolickimi Romanowski zazdrościł im celibatu, martwiąc się o pozostawioną w Warszawie rodzinę – żonę i dzieci. Został zamordowany w Twerze. W listopadzie 2007 awansowano go pośmiertnie na podpułkownika. W części literatury katyńskiej wymieniany jako „Romanienko”.  

## Upamiętnienie
12 maja 2019 w Kalwarii Pacławskiej odbyła się uroczystość związana z odsłonięciem oraz poświęceniem tablicy pamiątkowej i Alei Dębów Pamięci Kapelanów Katyńskich przy kaplicy „Ukrzyżowanie”. Wśród 32 kapelanów wojskowych różnych wyznań, zamordowanych w Katyniu i innych miejscach kaźni w 1940, jest wymieniony ppłk Wiktor Romanowski.
18 marca 2025 roku podczas wiosennej sesji Soboru Biskupów Polskiego Autokefalicznego Kościoła Prawosławnego podjęto decyzję o kanonizacji Męczenników Katyńskich – duchownych i wiernych polskiej Cerkwi zamordowanych przez NKWD wiosną 1940 roku, wśród których znalazł się o. ppłk Wiktor Romanowski.